# Harriet: Spionage aller Art
Harriet: Spionage aller Art ist ein Disney-Channel-Film mit Jennifer Stone, der erstmals am 26. März 2010 in den USA ausgestrahlt wurde. Es ist die zweite Verfilmung des Buches Harriet the Spy von Louise Fitzhugh. In Deutschland erschien der Film erstmals am 9. Juli 2010 auf dem Disney Channel.

## Handlung
Die Bloggerin Harriet und die beliebte Marion kämpfen um den heiß begehrten Ruf als Highschool Bloggerin. Während Marion fleißig am Schreiben ist, fehlt Harriet noch die Idee. Als sie erfährt, dass ihr Vater, ein Filmproduzent, einen Film mit dem angesagtesten Popstar Skander Hill dreht, entscheidet sich Harriet über Skander, den Menschen und nicht den Popstar zu schreiben. Kann ihr Enthüllungs-Blog die Karriere der beiden ankurbeln?

## Besetzung und Synchronisation
Die deutschsprachige Synchronisation entstand unter dem Dialogbuch von Tobias Neumann und der Dialogregie von Madeleine Stolze durch die Synchronfirma FFS Film- & Fernseh-Synchron GmbH in München.
| Rolle                | Darsteller       | Synchronsprecher    |
| -------------------- | ---------------- | ------------------- |
| Harriet Welsch       | Jennifer Stone   | Farina Brock        |
| Skander Hill         | Wesley Morgan    | Benedikt Gutjan     |
| Marion Hawthorne     | Vanessa Morgan   | Katharina Iacobescu |
| Simon „Sport“ Rocque | Alexander Conti  | Tobias Kern         |
| Janie Gibbs          | Melinda Shankar  | Simone Fulir        |
| Roger Welsch         | Doug Murray      | Manfred Trilling    |
| Catherine Golly      | Kristin Booth    | Ulla Wagener        |
| Violetta             | Shauna MacDonald | Madeleine Stolze    |
| Ms. Elson            | Jayne Eastwood   | Anita Höfer         |
| Beth Ellen           | Aislinn Paul     | Lea Kalbhenn        |
| Rachel Hennessy      | Kiana Madeira    | Ilena Gwisdalla     |
| Sol                  | Jason Blicker    | Tobias Lelle        |
| Tiffany St. John     | Kristi Angus     | Bettina Zech        |